# 송파도서관
송파도서관(松坡圖書館)은 서울특별시 송파구 오금동에 위치한 도서관이다. 개관 당시엔 구립도서관으로 영업을 시작했으나 이후 서울시교육청에 운영권을 양도해, 지금은 시립도서관으로 운영되고 있다.

## 연혁
송파도서관은 1994년 12월 4일에 개관하였다. 2002년 11월 12일에 디지털자료실을 개설하였다.

## 사진 모음

송파도서관의 전경
송파도서관 마당에 설치된 공원
자전거 보관대
2층 로비에 설치된 휴게실
휴게실과 같은 층에 있는 베란다
주차장
인문사회자연과학실. 3층에 위치해 있다.
어학,문학,연속간행물실. 2층에 위치해 있다.
탐구실. 다른 도서관의 일반열람실에 해당하는 곳이다. 송파도서관에선 이런 곳을 3층과 2층에 걸쳐 5군데 설치해 놓고 있다.
사물함
학습기기실
아트홀 입구

## 참조
1. ↑  서울시 도서관 길잡이
2. ↑  “송파도서관 연혁”.